# Arquimedes Nieto
Arquímedes Nieto (nacido el 28 de abril de 1989 en Ciudad de Panamá, Panamá) es un jugador de béisbol de ligas menores que jugó con la selección nacional de béisbol de Panamá en el Clásico Mundial de Béisbol de 2009.

## Carrera
Nieto inició su carrera profesional en 2007, con los DSL Cardinals. Tuvo marca de 4-2 con efectividad de 2.73 en 13 juegos (10 aperturas). En 2008, lanzó para los Batavia Muckdogs, con marca de 6-1 y efectividad de 2.95 en 15 juegos (nueve aperturas). Comenzó el 2009 con los Quad Cities River Bandits.

## Selección nacional
En el Clásico Mundial de Béisbol de 2009, Nieto apareció en un juego, lanzando dos tercios de entrada. Permitió un hit y una base por bolas y no permitió ninguna carrera. Los dos outs que lanzó fueron ponches.